# رود مورکوکا
رود مورکوکا (روسی: Моркока) یک رودخانه در استان یاقوتستان کشور روسیه است.